# Philautus everetti
Espèce
Synonymes
- Rhacophorus everetti Boulenger, 1894

Statut de conservation UICN

 EN  : En danger
Philautus everetti est une espèce d'amphibiens de la famille des Rhacophoridae.

## Répartition
Cette espèce est endémique de Palawan dans les Philippines, aux environs de 300 m d'altitude.

## Description

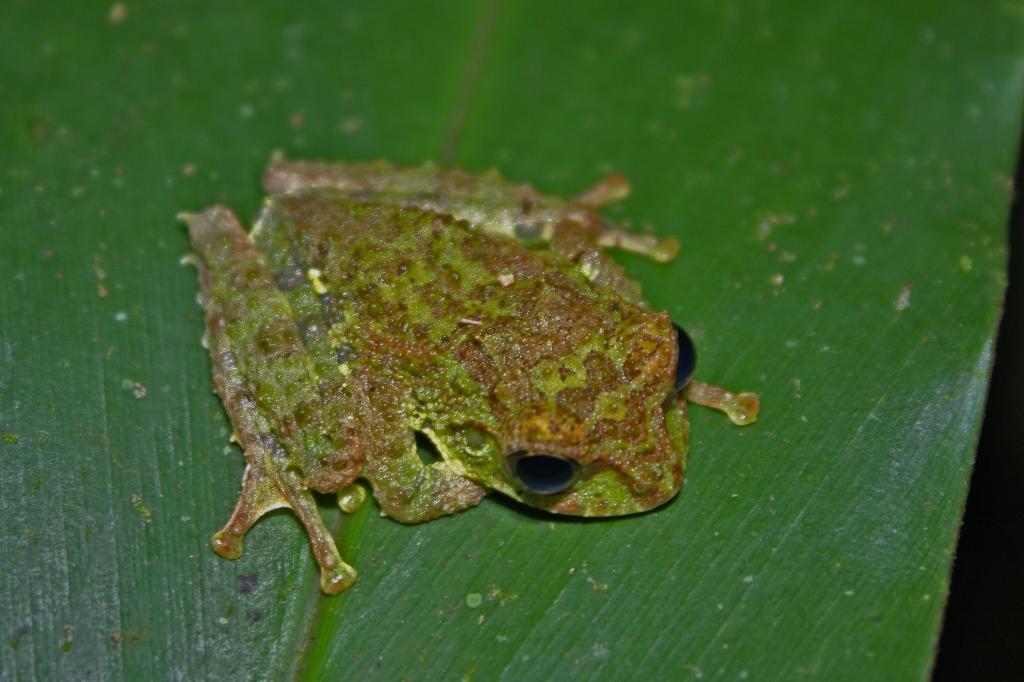

Philautus everetti mesure de 30 à 32 mm pour les mâles et de 45 à 49 mm pour les femelles. Son dos varie du vert clair au brun foncé, parsemé de taches fauve et brune. Le dessus de sa tête est foncé avec une barre claire entre les yeux. Ces derniers présentent des aspérités sur le dessus des paupières. La face interne de ses membres est verte.

## Étymologie
Cette espèce est nommée en l'honneur de Alfred Hart Everett qui a collecté le premier spécimen.

## Publication originale
- Boulenger, 1894 : On the Herpetological Fauna of Palawan and Balabac. Annals and Magazine of Natural History, ser. 6, vol. 14, p. 81-90 (texte intégral)